# 張珩 (萬曆進士)
張珩（1540年—？），字珮卿，號岫山，山西平陽府趙城縣人，軍籍，明朝政治人物、進士出身。

## 生平
隆慶元年（1567年）丁卯科山西鄉試第六十三名，會試第一百二十一名，萬曆二年（1574年）登甲戌科進士第三甲第一百七十三名。歷升陕西延安府知府。

## 家族
曾祖父張厚；祖父張傑，曾任倉大使；父張大鶴。母賈氏。具庆下。